# Taiwan i olympiska vinterspelen 2002
Taiwan deltog i olympiska vinterspelen 2002 under namnet Kinesiska Taipei efter en namnkonflikt med Kina. Truppen bestod av 6 idrottare, där samtliga var män. Taiwans yngsta deltagare var Lin Ruei-Ming (20 år och 144 dagar) och den äldsta var Chen Chin-San (39 år och 125 dagar).

## Trupp
- Bob
  - Chen Chien-Li
  - Chen Chien-Sheng
  - Chen Chin-San
  - Lin Ruei-Ming
- Rodel
  - Li Chia-Hsun
  - Lin Chui-Bin

## Resultat

### Bob
- Fyra-manna
  - Chen Chin-San, Chen Chien-Li, Lin Ruei-Ming och Chen Chien-Sheng - 29

### Rodel
- Singel herrar
  - Li Chia-Hsun - 48
  - Lin Chui-Bin - 47